# Lot (België)

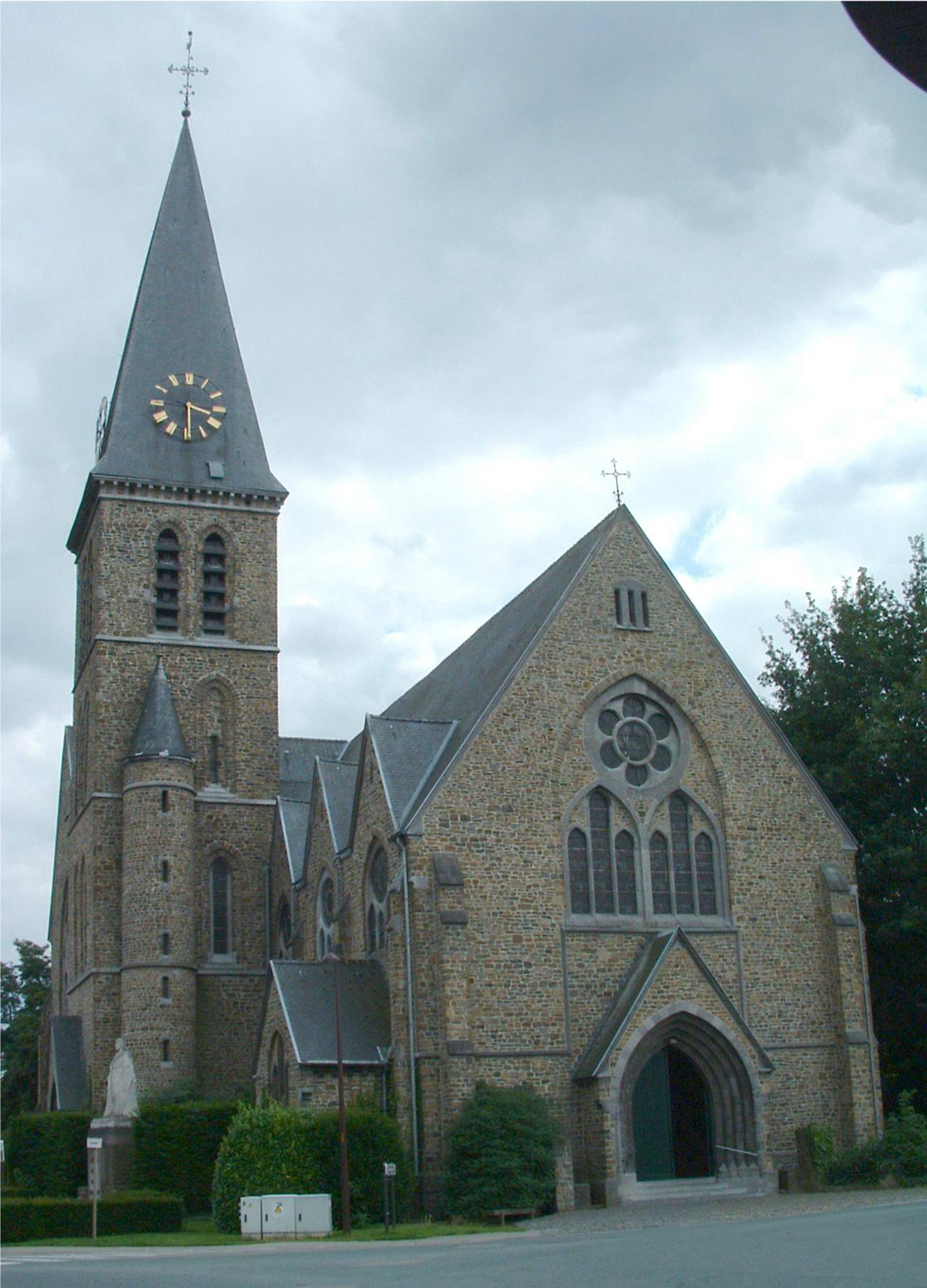
De neogotische Sint-Jozefskerk van Lot (1910)

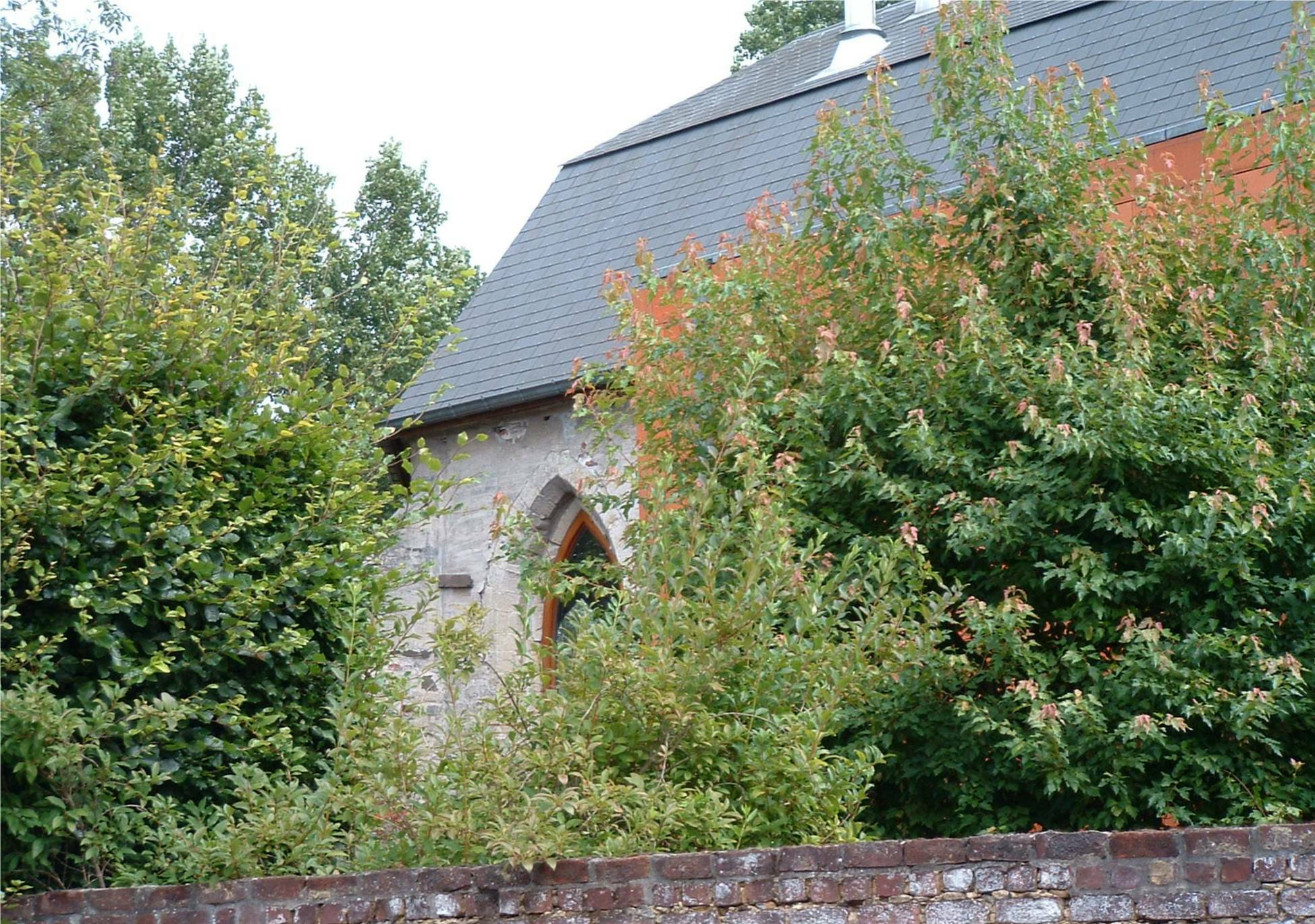
Nog nauwelijks herkenbaar: de resten van de Sint-Jobskapel (14e eeuw)

Lot is een sterk geïndustrialiseerde deelgemeente van Beersel (provincie Vlaams-Brabant, België), voor industriële vestigingen gunstig gelegen aan de spoorweg Brussel-Bergen-Parijs en het Kanaal Charleroi-Brussel en de westelijke ring van Brussel. Lot was een zelfstandige gemeente tot aan de gemeentelijke herindeling van 1 januari 1977.

## Toponymie
Het toponiem Lot is een verbastering van het Middelnederlandse woord laeck(t), dat waterloop in moerasgrond betekent. De Zenne stroomt inderdaad midden door het centrum van het dorp.

## Geschiedenis

### Gallo-Romeinse periode
Tijdens het rechttrekken van een meander in deze rivier kwamen in 1959 Gallo-Romeinse overblijfselen aan het licht, die toelaten de Romeinse aanwezigheid ter plekke te dateren tussen eind 1e en eind 3e eeuw.

### Middeleeuwen
In de Middeleeuwen kregen de heren van Wolfshagen in Lot het voogdijrecht over de Sint-Jobskapel, die afhankelijk was van de parochie Sint-Pieters-Leeuw. In de 15e eeuw bestond hier ook een gasthuis voor bedevaarders op weg naar het heiligdom van Onze-Lieve-Vrouw van Halle. Het gasthuis ging verloren tijdens een brand in 1566: van de Sint-Jobskapel bestaan nog (nauwelijks herkenbare) resten uit eind 14e eeuw, die verwerkt werden in een industrieel complex (aan de Fr. Walravensstraat).

### Moderne tijd
Lot kende een kortstondig bestaan als zelfstandige gemeente tussen 1927 en 1977. De gemeente ontstond in 1927 door de samenvoeging van delen van de toenmalige gemeenten Dworp (aan de rechteroever van de Zenne) en Sint-Pieters-Leeuw (aan de linkeroever), die sinds de 19e eeuw sterk geïndustrialiseerd en feitelijk tot één organisch geheel vergroeid waren. Het wapenschild van Lot was dan ook samengesteld uit de (linker)helft van dat van Sint-Pieters-Leeuw en de (rechter)helft van dat van Dworp. Door de bestuurlijke hervorming in 1977 werd Lot een deel van de fusiegemeente Beersel.

## Bezienswaardigheden
- De Sint-Jozefskerk, een neogotisch bouwwerk
- Het Kasteel Wolfshagen

## Natuur en landschap
Lot ligt in de Brabantse Ardennen en wel in de vallei van de Zenne. Hier loopt ook het Kanaal Brussel-Charleroi. De hoogte bedraagt 25-87 meter. Lot is sterk geïndustrialiseerd en ligt ingeklemd tussen infrastructuur (spoorlijnen en. autowegen)

## Demografische ontwikkeling
Lot was een zelfstandige gemeente tot aan de gemeentelijke herindeling van 1977.
- Bronnen:NIS, Opm:1831 tot en met 1970=volkstellingen

## Economie
Door zijn gunstige ligging kende Lot een sterke industriële bloei, en de talrijke industriële vestigingen verschaften veel arbeidsplaatsen tot ver buiten de grenzen van de gemeente. Vooral onder de impuls van burgemeester Renaat Van Elslande groeide Lot uit tot een bloeiende gemeente. Door de crisis in de Belgische industrie aan het einde van de 20e eeuw raakte het echter als industrieel centrum sterk in verval. Inwijking, hoofdzakelijk van kansarmen uit de naburige Brusselse agglomeratie, heeft het algemeen verval nog in de hand gewerkt. Rond de jaren 2010 is Lot terug het middelpunt van de industrie in de gemeente. Alle industriële activiteit van de gemeente Beersel wordt geconcentreerd in Lot. Grote bedrijven zoals Colruyt hebben activiteiten in de gemeente. Vooral logistieke arbeid is in opmars, met als gevolg veel verkeershinder. Lot is ook onderhevig aan de uitbreiding van Brussel. Veel Franstaligen en migranten vestigen zich in de gemeente, waardoor deze meer en meer onder invloed komt van Brussel, net zoals buurgemeente Ruisbroek, een deelgemeente van Sint-Pieters-Leeuw. 

## Nabijgelegen kernen
Huizingen, Beersel, Ruisbroek, Sint-Pieters-Leeuw